# S-Curve Records
S-Curve Records è un'etichetta discografica statunitense. Fondata nel 2000 dall'ex dirigente della Mercury Records Steve Greenberg, l'etichetta ha prodotto lavori per artisti come Duran Duran, Joss Stone, Andy Grammer, Netta Barzilai e Baha Men.

## Storia dell'azienda
Nel 2000 Steve Greenberg, precedentemente CEO della Mercury Records, fondò una nuova etichetta chiamata S-Curve Records, la quale assume immediatamente alcuni artisti che avevano già lavorato in precedenza con Greenberg come i Baha Men, che proprio durante la gestione dell'etichetta vincono un Grammy Award nella categoria "miglior registrazione dance".
Nei decenni successivi l'etichetta ha lanciato vari artisti esordienti (o comunque precedentemente non noti al grande pubblico) destinati ad ottenere un grande successo commerciale: fra gli altri Joss Stone, che nel corso della sua carriera ha venduto circa 15 milioni di copie nonché vinto un Grammy Award e due Brit Awards, e Andy Grammer, che tramite tale etichetta ha edito il successo globale Honey, I'm Good. Contemporaneamente, l'etichetta assume anche artisti già molto noti al grande pubblico, fra cui i celebri Duran Duran. Nel 2018 l'etichetta assume Netta Barzilai, vincitrice dell'Eurovision Song Contest con il brano Toy, per la gestione della sua carriera nel mercato internazionale.
Nonostante fin dalla fondazione l'etichetta facesse parte del gruppo BMG Rights Management, nel 2011 ha firmato un accordo di distribuzione con Warner Music Group. A partire dal 2020 l'azienda fa parte di Disney Music Group.